# Волдо (Арканзас)
Волдо (енгл. Waldo) град је у америчкој савезној држави Арканзас.

## Демографија
По попису из 2010. године број становника је 1.372, што је 222 (-13,9%) становника мање него 2000. године.
| Група             | 2000.       | 2010.       |
| Белци             | 620 (38,9%) | 416 (30,3%) |
| Афроамериканци    | 936 (58,7%) | 922 (67,2%) |
| Азијати           | 0 (0,0%)    | 1 (0,1%)    |
| Хиспаноамериканци | 25 (1,6%)   | 16 (1,2%)   |
| Укупно            | 1.594       | 1.372       |